# セーブ
セーブ（英：Save）とは野球用語のひとつで、リードしているチームの救援投手が試合終了までリードを守りきることで与えられる投手記録である。
最多のセーブを記録した投手に最多セーブ投手のタイトルが与えられる。

## セーブの成り立ち

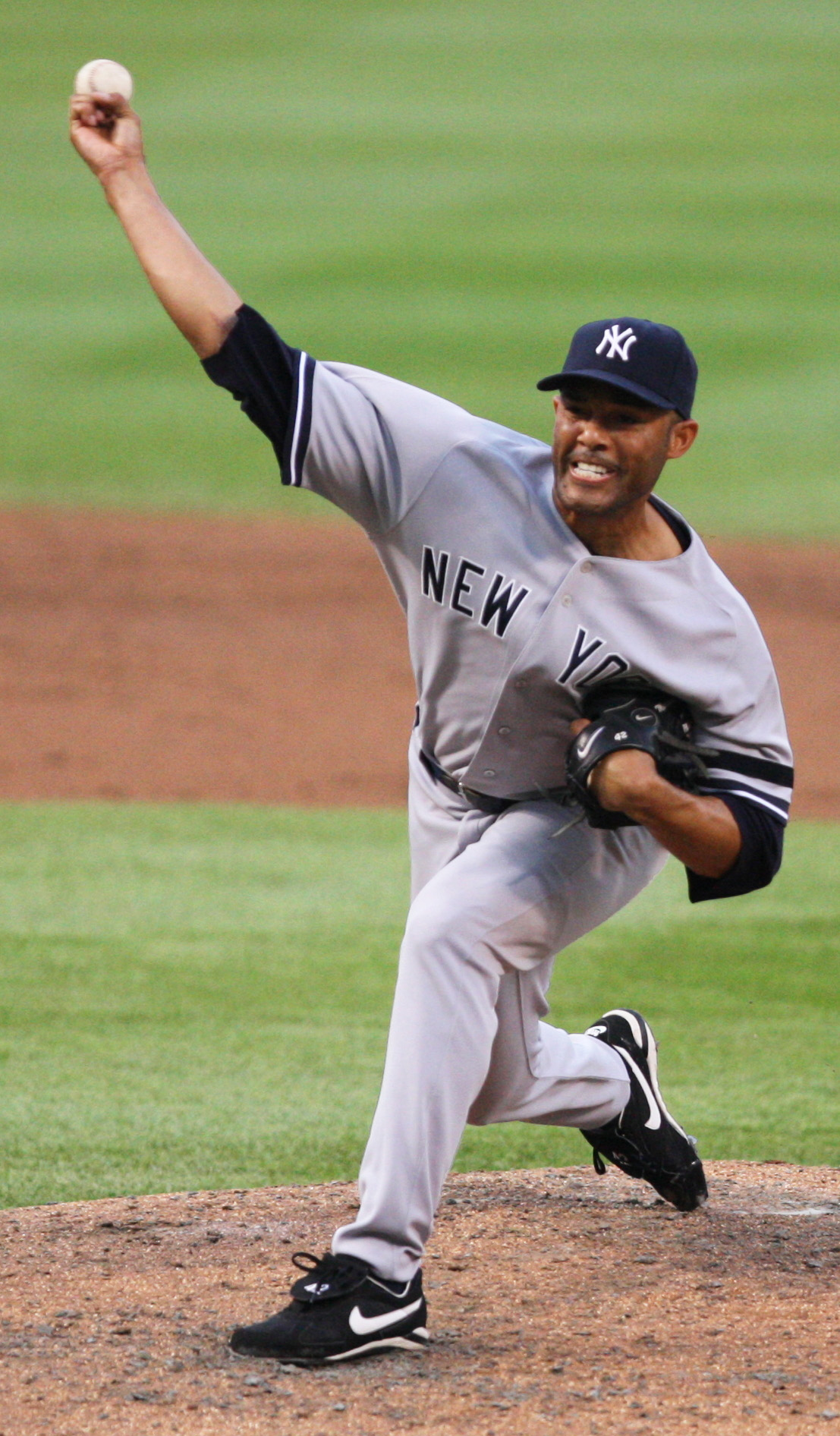
MLB最多652セーブの通算記録を保持しているマリアノ・リベラ（2007年）

もともとはアメリカ合衆国において、イリノイ州シカゴの地方紙シカゴ・トリビューン紙のスポーツ担当記者だったジェローム・ホルツマンが1960年に提唱したものである。前年の1959年にMLBのピッツバーグ・パイレーツのロイ・フェイスがフォークボールを武器に救援専門で当時のMLB新記録となる18勝（1敗）の成績を挙げ、ホルツマンが彼の成績に着目したことがきっかけとなった。フェイスは18勝という素晴らしい成績を残してはいたが、そのうち10勝はリードを守りきれずに先発投手の勝ち星を消したことによって得られた勝利だった。当時は救援投手の評価基準が防御率と勝敗しかなく、ホルツマンは救援投手を正当に評価する指標が必要だと考えた。ホルツマンはセーブの概念を複数のメディアに発表し、公式記録とするようにMLB機構にも働きかけ、MLBは1969年に正式に公式記録とした。MLBでは1920年に打点が追加されて以来、49年ぶりの新たな公式記録誕生だった。1973年に条文が整理され、ルールブックにも記載されるようになった。
1961年よりスポーティングニュース誌が誌上で表彰することとなった。制定当初は「（1）2点リードで登板し、1イニングを完全に投球した場合。（2）同点または勝ち越し点になる打者と対戦し、リードを守り切った場合」と現在より厳しい条件だった。このセーブに救援勝利を加算したものをセーブポイントと呼び、その両リーグ1位を最優秀救援投手として表彰した。1961年の最優秀救援投手は、アメリカンリーグは救援勝利15と29セーブを挙げたルイス・アローヨ（ニューヨーク・ヤンキース）。ナショナルリーグは救援勝利14、セーブ12のステュ・ミラー（サンフランシスコ・ジャイアンツ）だった。
その後、ほぼセーブ機会だけに登板するクローザー（抑え投手）という役割が生まれ、特定の投手にセーブが集中するようになったため、制定当初のセーブの意義と著しく乖離するようになった。そのため現在では、ホールドなどが救援投手の新たな評価基準として加わっている。
公式記録として初めてセーブが記録された投手はビル・シンガー（ロサンゼルス・ドジャース）である。1969年4月7日のシンシナティ・レッズ戦（シーズン開幕戦）で記録している。シンガーは本来は先発投手であったため、通算セーブ数はこれを含めてたった2つである。
日本プロ野球では1974年にセ・パ両リーグで公式記録として導入された。

## セーブの条件
セーブを記録するためには、まず以下の条件を全て満たす必要がある。
- 勝利投手の権利を持たないこと（セーブよりも勝利が優先されるため）
- 勝利チームの最後の投手として登板すること
- 1/3イニング以上の投球回を記録すること [注釈 1]
- 同点・逆転を許さず、リードを守り切り試合を終了させること（同点にされた時点でその投手のセーブの権利は消失し、後で味方が勝ち越し点を奪って勝利した場合は、最後に投げていた投手が勝利投手になる。逆転されてそのまま敗北した場合は敗戦投手になる）。

その上で、以下の条件を1つ以上満たした場合にその投手にセーブが記録される。
- 登板時のリードが3点以内[注釈 2]であり1イニング以上投げること[4]。
- 登板時の状況が直後に迎える打者2人に2連続で本塁打を打たれたら同点又は逆転される状況であること。この場合は投球するイニング数（アウトカウント）は関係しない。 
  - つまり、登板時に無走者であればリードは2点以内、1人いれば3点以内、2人なら4点以内、満塁なら5点以内が条件となる。
- その投手が3イニング以上投げていること。この場合は、リードを保ってさえいれば何点差でもよい。

一旦セーブが記録された場合でも、試合後にその試合が没収試合となり当該チームが敗戦とされた場合、その投手に記録されたセーブは取り消される。また加害チームがリードしている状況で没収試合となった場合には記録されない。

### メジャーリーグベースボール
セーブの条件は日本プロ野球の規定と同一であるが、MLBでは、1988年からセーブ失敗を表すブロウンセーブ（Blown save；「吹き飛んだセーブ」の意。BSとも略される）も記録されている。これは前述のセーブの条件を満たした状態（MLBにおけるホールドが記録される条件も含む）から登板した投手が、自身の登板中に相手チームに同点に追いつかれる、あるいは逆転を許した場合に記録される。同点あるいは逆転となった失点が自身に記録されるか否かは関係ない(前任投手が残した走者が自身の登板中に生還してリードを維持できなかった場合も記録される)。ブロウンセーブは取り消されることが無く、勝利投手や敗戦投手と重複して記録される。試合展開によっては複数人にブロウンセーブが記録される場合もある。
セーブ機会（Save opportunity。SVOとも略される）はセーブ数の合計とブロウンセーブ数の合計を足した数値で求められる。
セーブ成功率(Save percentage)はセーブ数の合計をセーブ機会で割ることで求められる。

### 連続セーブ記録の条件
MLBでは、セーブ機会での登板のみが連続セーブ記録の対象となり、セーブの付かない場面での登板は連続記録とは無関係である。2003年にエリック・ガニエ（ロサンゼルス・ドジャース）が55試合連続セーブのシーズン記録を樹立したが、そのシーズンの登板数は77試合であり、22試合はセーブ機会ではない場面での登板だった。
一方日本ではすべての登板が連続セーブ記録の対象となるため、セーブが付かない場面で登板すると無条件で連続セーブ記録が途切れてしまう。

## 日本プロ野球

### 個人通算記録
| 順位 | 選手名     | セーブ |
| ---- | ---------- | ------ |
| 1    | 岩瀬仁紀   | 407    |
| 2    | 高津臣吾   | 286    |
| 3    | 佐々木主浩 | 252    |
| 4    | 平野佳寿   | 249    |
| 5    | 藤川球児   | 243    |
| 5    | 益田直也   | 243    |
| 7    | 松井裕樹   | 236    |
| 8    | D.サファテ | 234    |
| 9    | 山﨑康晃   | 231    |
| 10   | 小林雅英   | 228    |

| 順位 | 選手名         | セーブ |
| ---- | -------------- | ------ |
| 11   | 増田達至       | 194    |
| 12   | 江夏豊         | 193    |
| 13   | 馬原孝浩       | 182    |
| 14   | M.クルーン     | 177    |
| 15   | 武田久         | 167    |
| 16   | R.マルティネス | 166    |
| 17   | 永川勝浩       | 165    |
| 18   | 増井浩俊       | 163    |
| 19   | 豊田清         | 157    |
| 20   | 赤堀元之       | 139    |

- 記録は2024年シーズン終了時点[5]

### 個人シーズン記録
| 順位 | 選手名         | 所属球団                 | セーブ | 記録年 | 備考           |
| ---- | -------------- | ------------------------ | ------ | ------ | -------------- |
| 1    | D.サファテ     | 福岡ソフトバンクホークス | 54     | 2017年 | パ・リーグ記録 |
| 2    | 岩瀬仁紀       | 中日ドラゴンズ           | 46     | 2005年 | セ・リーグ記録 |
| 2    | 藤川球児       | 阪神タイガース           | 46     | 2007年 | セ・リーグ記録 |
| 4    | 佐々木主浩     | 横浜ベイスターズ         | 45     | 1998年 |                |
| 5    | 岩瀬仁紀       | 中日ドラゴンズ           | 43     | 2007年 |                |
| 5    | D.サファテ     | 福岡ソフトバンクホークス | 43     | 2016年 |                |
| 5    | R.マルティネス | 中日ドラゴンズ           | 43     | 2024年 |                |
| 8    | 岩瀬仁紀       | 中日ドラゴンズ           | 42     | 2010年 |                |
| 8    | 西村健太朗     | 読売ジャイアンツ         | 42     | 2013年 |                |
| 8    | R.スアレス     | 阪神タイガース           | 42     | 2021年 |                |

- 記録は2024年シーズン終了時点[6]

### その他記録
連続登板セーブ
- 佐々木主浩（横浜ベイスターズ、1998年）、 栗林良吏（広島東洋カープ、2021 - 2022年）22[7]

連続試合セーブ
- 森唯斗（福岡ソフトバンクホークス） 7（2018年）[8]

月間最多セーブ
- 佐々木主浩（横浜ベイスターズ） 14（1997年8月）

全球団からセーブ
- 江夏豊（西武ライオンズ） - 1984年5月3日の日本ハムファイターズ戦で達成
- マーク・クルーン（読売ジャイアンツ） - 2008年4月9日の横浜ベイスターズ戦で達成（交流戦含む）
- デニス・サファテ（福岡ソフトバンクホークス） - 2014年5月20日の広島東洋カープ戦で達成（交流戦含む）
- 増井浩俊（オリックス・バファローズ） - 2018年6月29日の北海道日本ハムファイターズ戦で達成（交流戦含む）
- 秋吉亮（北海道日本ハムファイターズ） - 2019年7月16日の福岡ソフトバンクホークス戦で達成（交流戦含む）
- ライデル・マルティネス（読売ジャイアンツ）-2025年4月2日の中日ドラゴンズ戦で達成（交流戦含む）

勝利投手がセーブ
- 1974年8月18日の近鉄バファローズ対日本ハムファイターズ戦（日本生命球場）で、日本ハムの先発投手・高橋直樹は6回二死まで完封ペースで近鉄打線を抑えていた。打者・クラレンス・ジョーンズとの対戦途中に高橋は一旦三塁手の守備に就き、中原勇が登板。中原がジョーンズとの対戦を終えた後に投手として再登板した高橋がそのまま投げきってチームが勝利した。この試合で高橋には勝利とセーブがそれぞれ1ずつ記録された。「これはおかしい」ということになり、翌年以降これと同様のケースでは勝利投手のみを記録するように改められた。

中継ぎ投手がセーブ
- セーブが採用された1974年の規定では「交代完了投手に限り」という規定が無かったため、セーブの条件を満たした中継ぎ投手にセーブが記録されたケースがあった。（1974、75年の2年間で7人、8度）[9] 1976年に「勝ち試合の最後を投げきった投手に与える」とルールが改正された。

最年少セーブ
- 1989年8月17日の阪神対ヤクルト戦で、ヤクルトの川崎憲次郎が6回裏に2番手として救援登板。その後の4イニングを無失点に抑え、セーブを記録した。このときの川崎の年齢は18歳7か月だった。

最年長セーブ
- 2014年7月11日の東北楽天ゴールデンイーグルス対千葉ロッテマリーンズ10回戦（コボスタ宮城）で楽天の斎藤隆は、楽天が8-7とリードしている9回表1イニングを無失点に抑え、セーブを記録した。このときの斎藤の年齢は44歳4か月だった。

0球セーブ
- 1980年10月2日の南海ホークス対阪急ブレーブス戦、5 - 3でリードした9回表二死一・三塁で登板した南海の金城基泰は、打者に対して初球を投げる前に、盗塁を試みた一塁走者の福本豊を牽制球でアウトにし、試合を終わらせた。これにより、投球数は0球であるがセーブを記録した。
- 1981年6月4日の南海対日本ハム戦、8-7でリードした9回表二死一塁で登板した南海の三浦政基は、打者に対して初球を投げる前に一塁走者の井上晃二を牽制球でアウトにし、0球セーブを記録した。

1球セーブ＆1球奪三振
- 2017年6月30日の阪神対ヤクルト戦で、4-3でリードした9回裏二死一・二塁の場面で、ヤクルトの秋吉亮が打者原口文仁に対しカウント2 - 2としたところで負傷降板。代わって登板した近藤一樹が1球で三振を奪い試合を終わらせた。近藤はこれがプロ16年目で初のセーブとなった。1球セーブ自体は近藤で60人目（66回目）であるが、1球奪三振も同時に記録したのは史上初。

打者3人3球セーブ
- 2024年7月26日の広島対ヤクルト戦で、広島の栗林良吏は、9-6と広島がリードした9回裏に打者3人を全員初球でアウトにし、NPB史上初となる1イニング打者3人3球セーブを記録した[10]。

## メジャーリーグベースボール

### 個人通算記録
| 順位 | 選手名                   | セーブ |
| ---- | ------------------------ | ------ |
| 1    | マリアノ・リベラ         | 652    |
| 2    | トレバー・ホフマン       | 601    |
| 3    | リー・スミス             | 478    |
| 4    | ケンリー・ジャンセン     | 447    |
| 5    | クレイグ・キンブレル     | 440    |
| 6    | フランシスコ・ロドリゲス | 437    |
| 7    | ジョン・フランコ         | 424    |
| 8    | ビリー・ワグナー         | 422    |
| 9    | デニス・エカーズリー     | 390    |
| 10   | ジョー・ネイサン         | 377    |

| 順位 | 選手名                     | セーブ |
| ---- | -------------------------- | ------ |
| 11   | ジョナサン・パペルボン     | 368    |
| 12   | ジェフ・リアドン           | 367    |
| 13   | トロイ・パーシバル         | 358    |
| 14   | ランディ・マイヤーズ       | 347    |
| 15   | ローリー・フィンガーズ     | 341    |
| 16   | アロルディス・チャップマン | 335    |
| 17   | ジョン・ウェッテランド     | 330    |
| 18   | フランシスコ・コルデロ     | 329    |
| 19   | フェルナンド・ロドニー     | 327    |
| 20   | ロベルト・ヘルナンデス     | 326    |

- 記録は2024年シーズン終了時点[11]

### 個人シーズン記録
| 順位 | 選手名                   | 所属球団                     | セーブ | 記録年 | 備考               |
| ---- | ------------------------ | ---------------------------- | ------ | ------ | ------------------ |
| 1    | フランシスコ・ロドリゲス | ロサンゼルス・エンゼルス     | 62     | 2008年 | ア・リーグ記録     |
| 2    | ボビー・シグペン         | シカゴ・ホワイトソックス     | 57     | 1990年 |                    |
| 2    | エドウィン・ディアス     | シアトル・マリナーズ         | 57     | 2018年 |                    |
| 4    | ジョン・スモルツ         | アトランタ・ブレーブス       | 55     | 2002年 | ナ・リーグ記録     |
| 4    | エリック・ガニエ         | ロサンゼルス・ドジャース     | 55     | 2003年 | ナ・リーグ記録     |
| 6    | ランディ・マイヤーズ     | シカゴ・カブス               | 53     | 1993年 | 左投手記録         |
| 6    | トレバー・ホフマン       | サンディエゴ・パドレス       | 53     | 1998年 |                    |
| 6    | マリアノ・リベラ         | ニューヨーク・ヤンキース     | 53     | 2004年 |                    |
| 9    | エリック・ガニエ         | ロサンゼルス・ドジャース     | 52     | 2002年 | セーブ王以外で最多 |
| 10   | デニス・エカーズリー     | オークランド・アスレチックス | 51     | 1992年 |                    |
| 10   | ロッド・ベック           | シカゴ・カブス               | 51     | 1998年 |                    |
| 10   | ジム・ジョンソン         | ボルチモア・オリオールズ     | 51     | 2012年 |                    |
| 10   | マーク・マランソン       | ピッツバーグ・パイレーツ     | 51     | 2015年 |                    |
| 10   | ジェウリス・ファミリア   | ニューヨーク・メッツ         | 51     | 2016年 |                    |

- 記録は2024年シーズン終了時点[12]

### その他記録
連続セーブ
- エリック・ガニエ（ロサンゼルス・ドジャース） 84（2002年 - 2004年）

27点差でセーブ
- 2007年8月22日のボルチモア・オリオールズ対テキサス・レンジャーズ戦（ダブルヘッダー第1試合）で、レンジャーズは30 - 3で勝利した。この試合で7回から試合終了までの3イニングを投げたウェス・リトルトン（英語版）にセーブが記録された。

史上初の野手のセーブ
- 2019年7月、ボルチモア・オリオールズのスティービー・ウィルカーソンがMLB史上初の野手でのセーブを記録した[13]。